# الحزب الوطني الجمهوري
الحزب الوطن الجمهوري (بالأردوية: جمہوری وطن پارٹی)‏ هو حزب سياسي في بلوشستان في باكستان. في الانتخابات التشريعية التي أجريت في 20 أكتوبر 2002 فاز الحزب بنسبة 0.3٪ من الأصوات الشعبية ومقعد واحد من أصل 272 عضوًا منتخبًا.
انقسم الحزب إلى فصيلين برئاسة طلال أكبر بوجتي، وفصيل برئاسة برامداغ بوجتي يُسمى الحزب الجمهوري البلوشي.

## التاريخ الانتخابي

### المجلس الوطني الباكستاني
| انتخاب | النتائج | ملحوظة                       |
| ------ | ------- | ---------------------------- |
| 2002   | 1 / 272 | حصل على 0.3 ٪ من الأصوات     |
| 2018   | 1 / 272 | ترشح على 270 مقعد من أصل 272 |

## وصلات خارجية
- انتخابات 2008: التفكك السياسي في بلوشستان
- جمعية البلوش في أمريكا الشمالية